# Sammlung Sophie und Emanuel Fohn

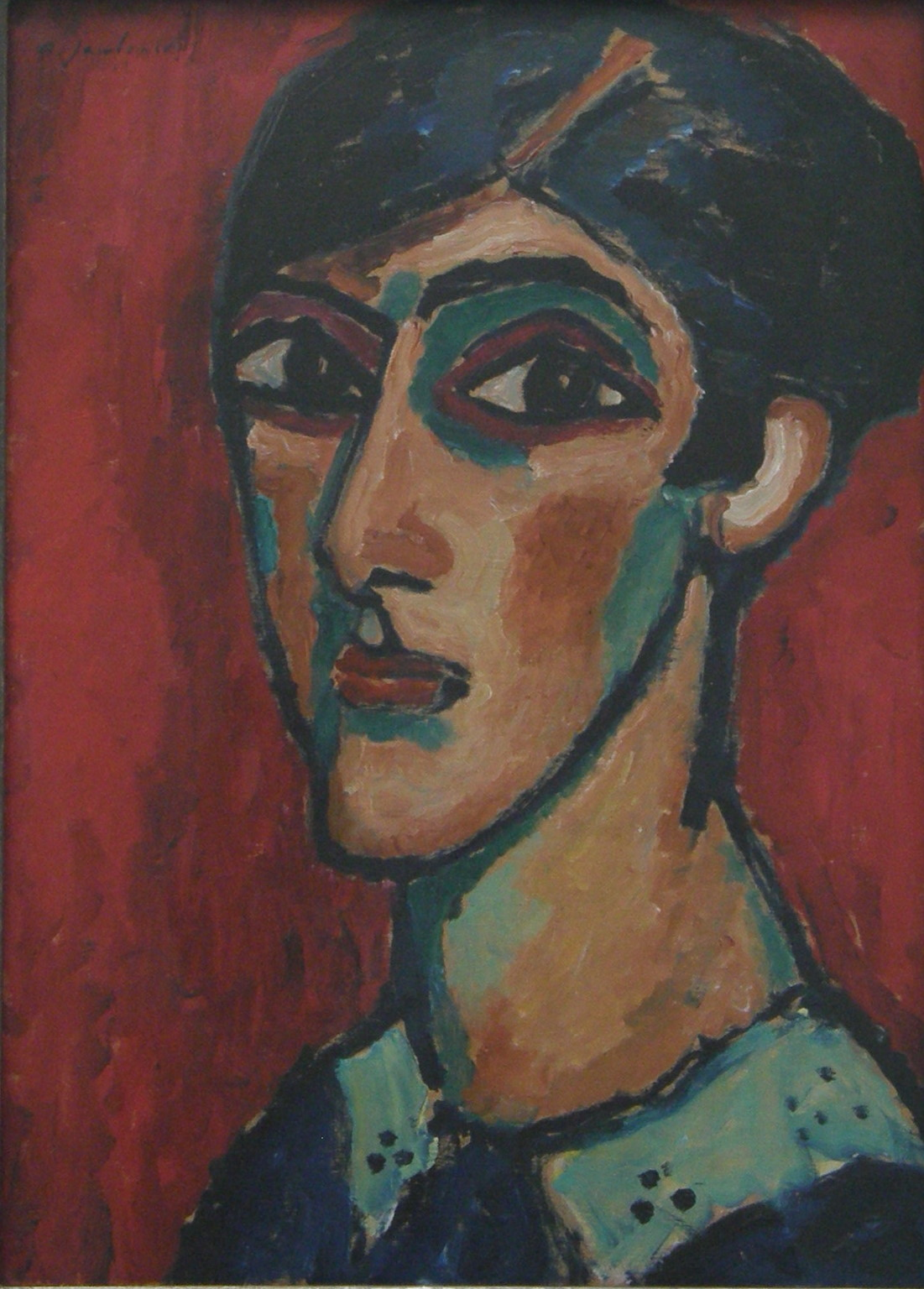
Alexej Jawlensky: Länglicher Kopf in Braunrot

Die Sammlung Sophie und Emanuel Fohn ist eine Kunstsammlung des Sammler- und Künstlerpaars Sophie und Emanuel Fohn.

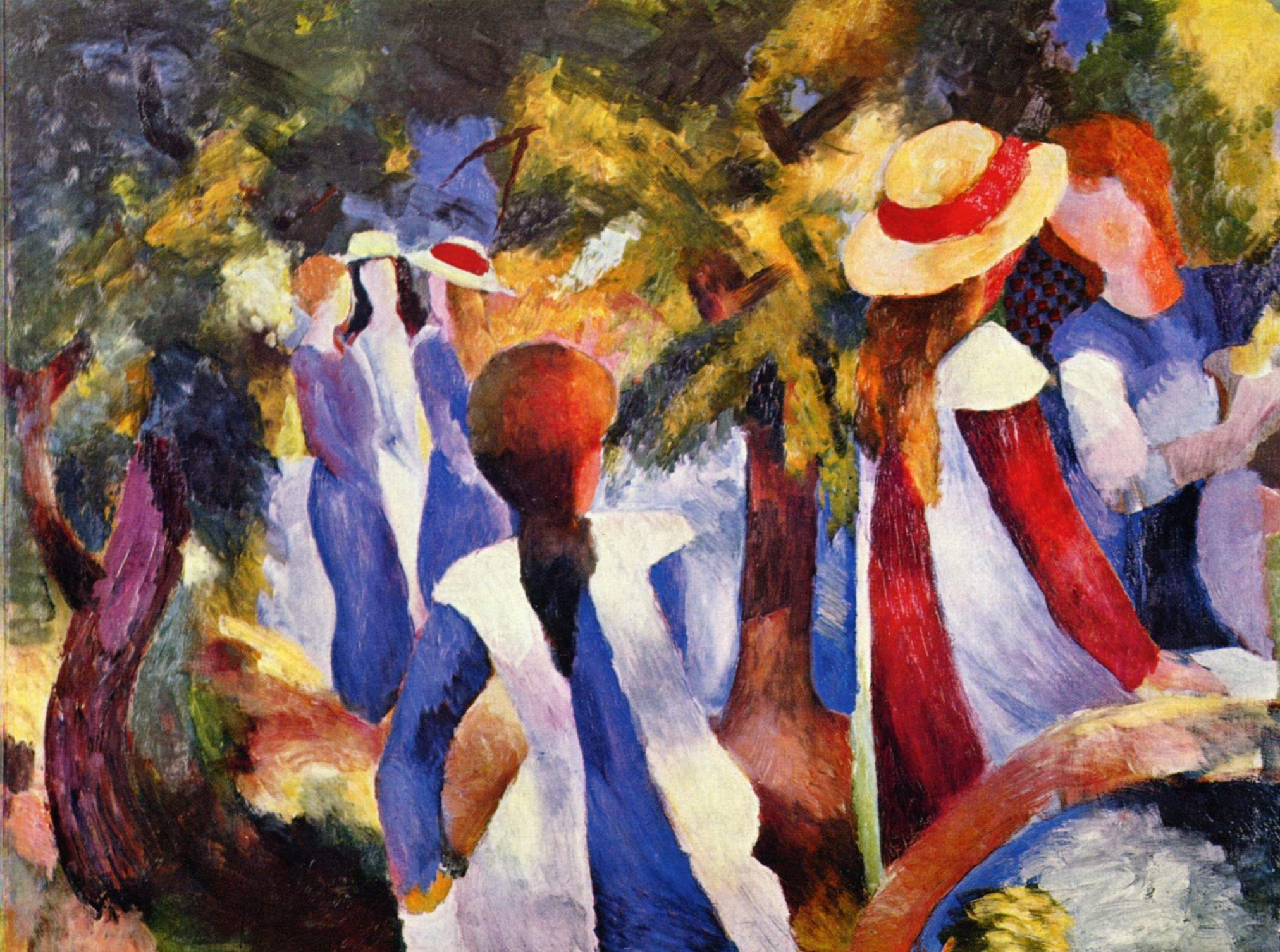
August Macke: Mädchen unter Bäumen, 1914

Die Sammlung sieht sich – von den Stiftern bewusst so formuliert – auch als Mahnung gegen jede totalitäre (kunst-)politische Haltung und für die Freiheit der Kunst.
Ein Teil der Sammlung stammt ursprünglich aus deutschen Museumsbesitz, dessen „moderne“ Abteilungen von den Nationalsozialisten in der Aktion Entartete Kunst weitgehend beschlagnahmt und teilweise gegen Devisen verschleudert wurde.
Sophie und Emanuel Fohn fassten spontan den Entschluss, sich für die gefährdeten Kunstwerke einzusetzen, und kauften zahlreiche Werke auf.
Sie tauschten weiterhin Teile ihrer ehemaligen Sammlung mit Kunst des 18. und 19. Jahrhunderts mit dem Reichsministerium für Volksaufklärung und Propaganda gegen die Werke sogenannter entarteter Künstler.
1964 stifteten Sofie und Emanuel Fohn einen Teil ihrer etwa 700 Werke umfassenden Sammlung, nämlich 15 Gemälde, ein Hinterglasbild, 113 Gouachen, Aquarelle und Zeichnungen, 95 Druckgrafiken und drei textile Arbeiten den Bayerischen Staatsgemäldesammlungen. 

## Werke der Sammlung in den Bayerischen Staatsgemäldesammlungen (Auswahl)
| - Jankel Adler: Herr Cléron, der Katzenzüchter. 1925 - Ernst Barlach: der Alb. 1911 - Paula Modersohn-Becker: Die Alte Bredow. um 1902 - Max Beckmann: See bei Mondschein. 1934 - Georges Braque: La Calanque, temps gris. 1907 - Heinrich Campendonk: Zwei Frauen am Tisch. 1922 - Lovis Corinth: Walchensee mit Bergkette und Uferhang. 1925 - Otto Dix: Sappenkopf. 1920 - Lyonel Feininger: Gelmeroda VII. 1918 - Xaver Fuhr: Haven mit gelbem Haus. vor 1930 - George Grosz: Jakobstraße. 1920 - Erich Heckel: Bildnis Siddi heckel. 1914 - Karl Hofer: Großer Karneval. 1928 - Adolf Hölzel: Einzug Christi in Jerusalem. um 1915 - Alexej von Jawlensky: Länglicher Kopf in Braunrot. 1913 - Wassily Kandinsky: Graue Form. 1922 - Ernst Ludwig Kirchner: Absalmons Tod. 1918/19 - Paul Klee: Abenteuerschiff. 1927 | - Oskar Kokoschka: Sitzendes Mädchen. 1918 - Käthe Kollwitz: Die Überlebenden. 1923 - Alfred Kubin: Der Doppelgänger. 1913 - August Macke: Mädchen unter Bäumen. 1914 - Franz Marc: Der Mandrill. 1913 - Gerhard Marcks: Trommler. 1921 - Ludwig Meidner: Selbstbildnis. 1915 - Paula Modersohn-Becker: Kinderakt mit Goldfischglas. 1906/1907 - Otto Mueller: Badende Mädchen unter Bäumen. 20er Jahre - Emil Nolde: Ballett. 1922 - Hermann Max Pechstein: Weißes Haus. um 1910 - Christian Rohlfs: Garben. um 1911 - Egon Schiele: Sitzendes Mädchen. 1911 - Oskar Schlemmer: Komposition mit Figuren. 1923 - Karl Schmidt-Rottluff: Baum und Mond. um 1935 - Else Lasker-Schüler: Der Fakir. vor 1919 - Johanna Schütz-Wolff: Wandbehang. 1922 - Rabindranath Tagore: Kopf. |